# Delta3 Canis Minoris
Delta3 Canis Minoris (δ3 Canis Minoris, förkortat Delta3 CMi, δ3 CMi) som är stjärnans Bayerbeteckning, är en ensam stjärna belägen i den sydöstra delen av stjärnbilden Lilla hunden. Den har en skenbar magnitud på 5,81 och är svagt synlig för blotta ögat där ljusföroreningar ej förekommer. Baserat på parallaxmätning inom Hipparcosuppdraget på ca 5,7 mas, beräknas den befinna sig på ett avstånd på ca 580 ljusår (ca 180 parsek) från solen. På det beräknade avståndet minskar stjärnans skenbara magnitud med en skymningsfaktor på 0,15 enheter på grund av interstellärt stoft.

## Egenskaper
Delta3 Canis Minoris är en blå till vit stjärna i huvudserien av spektralklass B9 V. Den har en massa som är ca 3,2 gånger större än solens massa, en radie som är omkring dubbelt så stor som solens och utsänder från dess fotosfär ca 175 gånger mera energi än solen vid en effektiv temperatur på ca 9 900 K.
Delta3 Canis Minoris har avverkat ca 93,7% ± 2,9% av dess väg genom huvudserien och roterar snabbt med en prognostiserad rotationshastighet på 259 km/s.